# Santa Maria Addolorata al Celio
Santa Maria Addolorata al Celio, conhecida também como Cappella del Ospedaliera San Giovanni Addolorata, é uma pequena capela moderna localizada no interior do hospital Azienda Ospedaliera San Giovanni Addolorata, na Via di Santo Stefano Rotondo (nº 5), no rione Monti de Roma. Antigamente havia também uma pequena capela na rua, demolida em algum momento no século XX. É dedicada a Nossa Senhora das Dores.

## História e descrição
A capela ocupa o terceiro andar da ala central posterior do grande edifício do hospital e tem sua própria identidade arquitetural, sendo claramente menor do que a planta da ala. Por isso, ela é circundada por um teto plano que cobre o segundo andar; em outras palavras, é como se fosse uma pequena igreja plantada no alto do edifício. Ela está ligada ao resto do edifício por uma antessala.
Provavelmente por causa de sua localização elevada, a capela não tem nenhum tipo de decoração externa. A nave única tem cinco capelas laterais, é coberta por um teto inclinado de telhas e é iluminada por janelas curvas nas paredes de cada capela. As paredes são lisas e pintadas de rosa como o resto do edifício. O altar-mor fica numa abside retangular transversal, mais estreita e mais baixa que a nave. Cada parede lateral também se abre em uma janela circular.

## Santuário naVia di Santo Stefano Rotondo
Seguindo para leste na direção do Palácio de Latrão a partir da igreja de Santo Stefano Rotondo é possível encontrar uma pequena edícula dedicada a Virgem Maria em um dos arcos emparedados do Aqueduto de Nero: um pequeno ícone de Nossa Senhora das Dores num nicho quadrangular azul. Esta edícula está afixada na estrutura de um antigo portal de uma capela, ela própria inserida na estrutura do arco do aqueduto quando as ruínas foram convertidas no muro de uma vinha durante a Idade Média. Este portal apresenta uma arquivolta semi-circular simples em pedra assentada sobre um par de estreitos pilares quadrados com capiteis vagamente dóricos. Ele não está centralizado em relação ao arco maior, com o pilar da direita encostado no pilar direito do aqueduto.
Esta capela aparentemente foi construída quando o hospital foi fundado, mas sua história é obscura. A estrutura foi demolida em algum momento na primeira metade do século XX.